# Vérvörös ribiszke
A vérvörös ribiszke (Ribes sanguineum) a kőtörőfű-virágúak (Saxifragales) rendjébe és a ribiszkefélék (Grossulariaceae) családjába tartozó faj.

## Előfordulása
A vérvörös ribiszke eredeti előfordulási területe Észak- és Közép-Amerika nyugati részei. Manapság csak a kanadai Brit Columbiától délfelé az Amerikai Egyesült Államokbeli Washington és Oregon államokon keresztül, Idahóig és Kaliforniáig található meg; mivel Mexikó csendes-óceáni partvidékéről kihalt.
A Brit-szigetekre, Skandináviába és Európa középnyugati részére betelepítette az ember.

## Változatai
- Ribes sanguineum var. glutinosum (Benth.) Loudon
- Ribes sanguineum var. sanguineum Pursh

## Megjelenése
Lombhullató cserje, amely 2 méter magasra és ugyanannyi szélesre terül szét. A kérge sötét barnásszürke, nagy világosbarna pórusokkal. A széles, ötkaréjú levelei 2-7 centiméter hosszúak. Az 5-10 milliméteres, rózsaszín vagy vörös virágai ötösével-harmincasával, 3-7 centiméteres virágzatokban nyílnak; kora tavasszal virágzik. A gyümölcse sötétlila színű bogyótermés, melynek átmérője 1 centiméter.

## Egyéb
Ez a ribiszkeféle a rokon Ribes odoratummal H.L.Wendl. együtt alkotja a Ribes × gordonianum Lem. (1846)  nevű hibridet.

## Képek

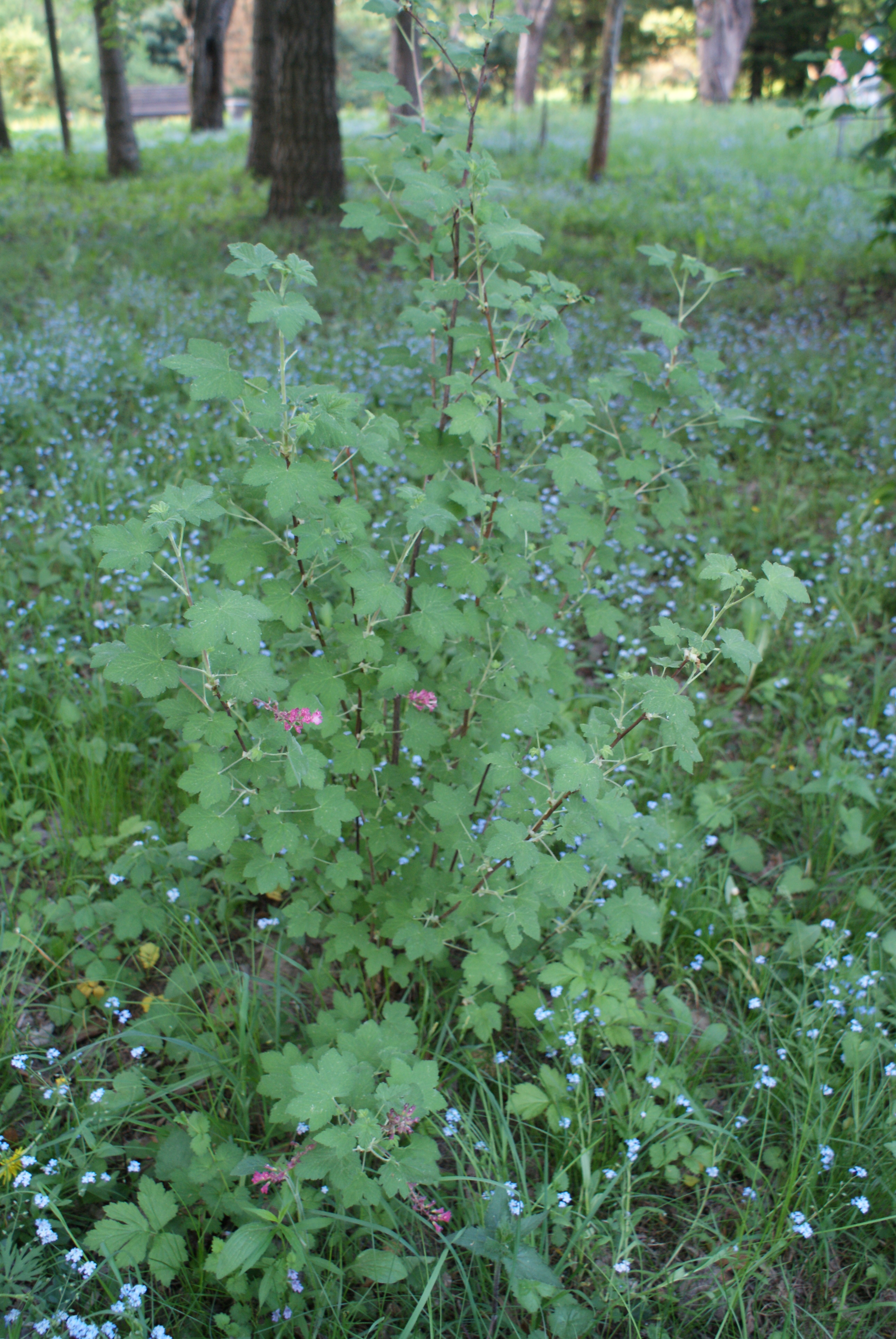
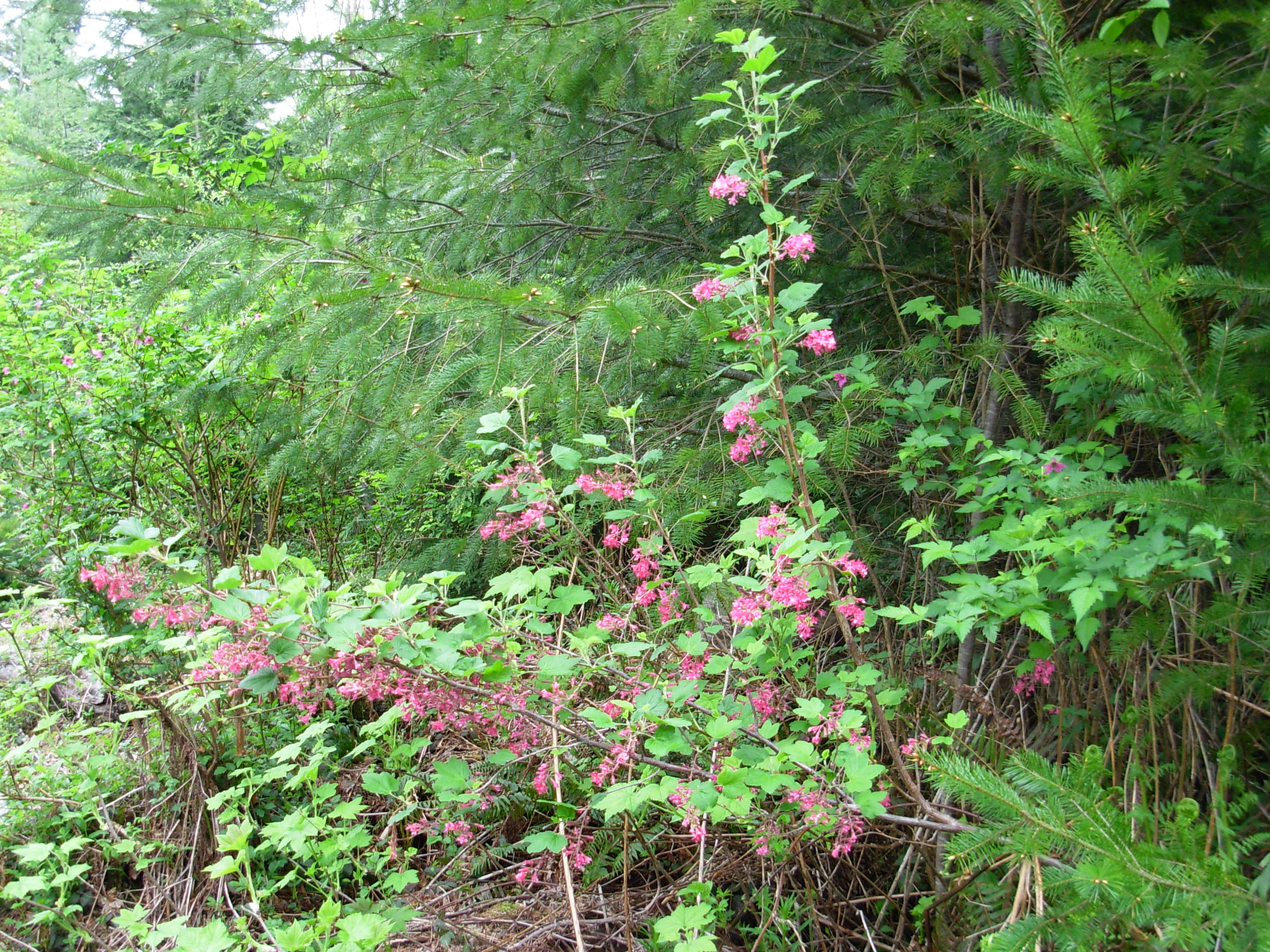
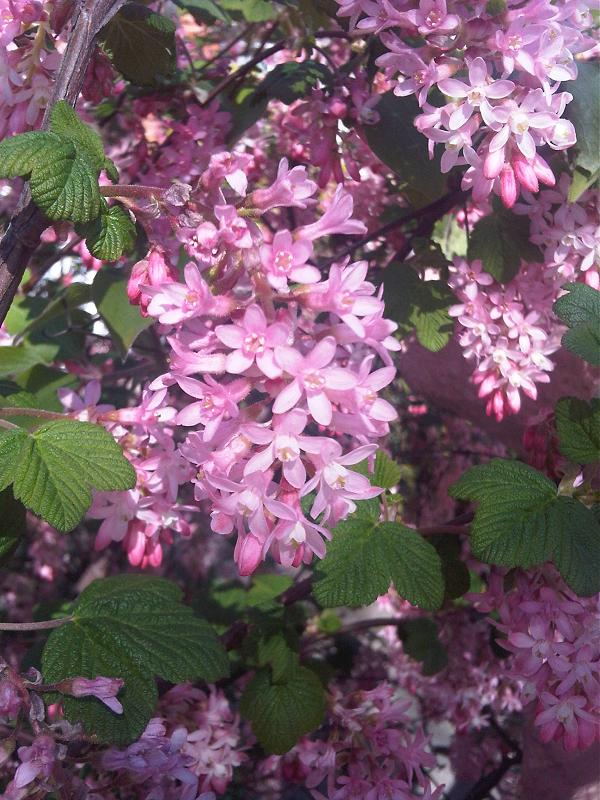
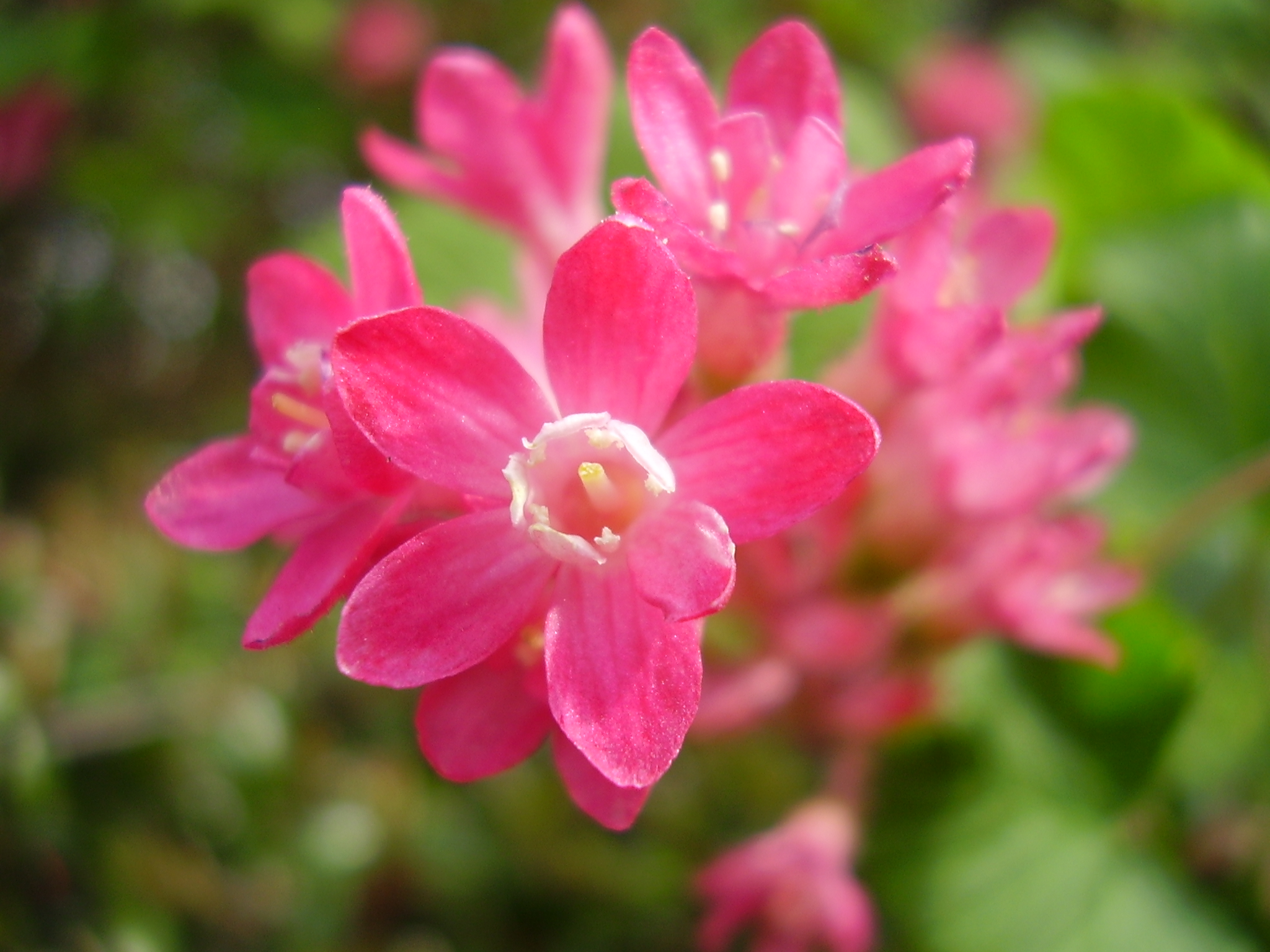
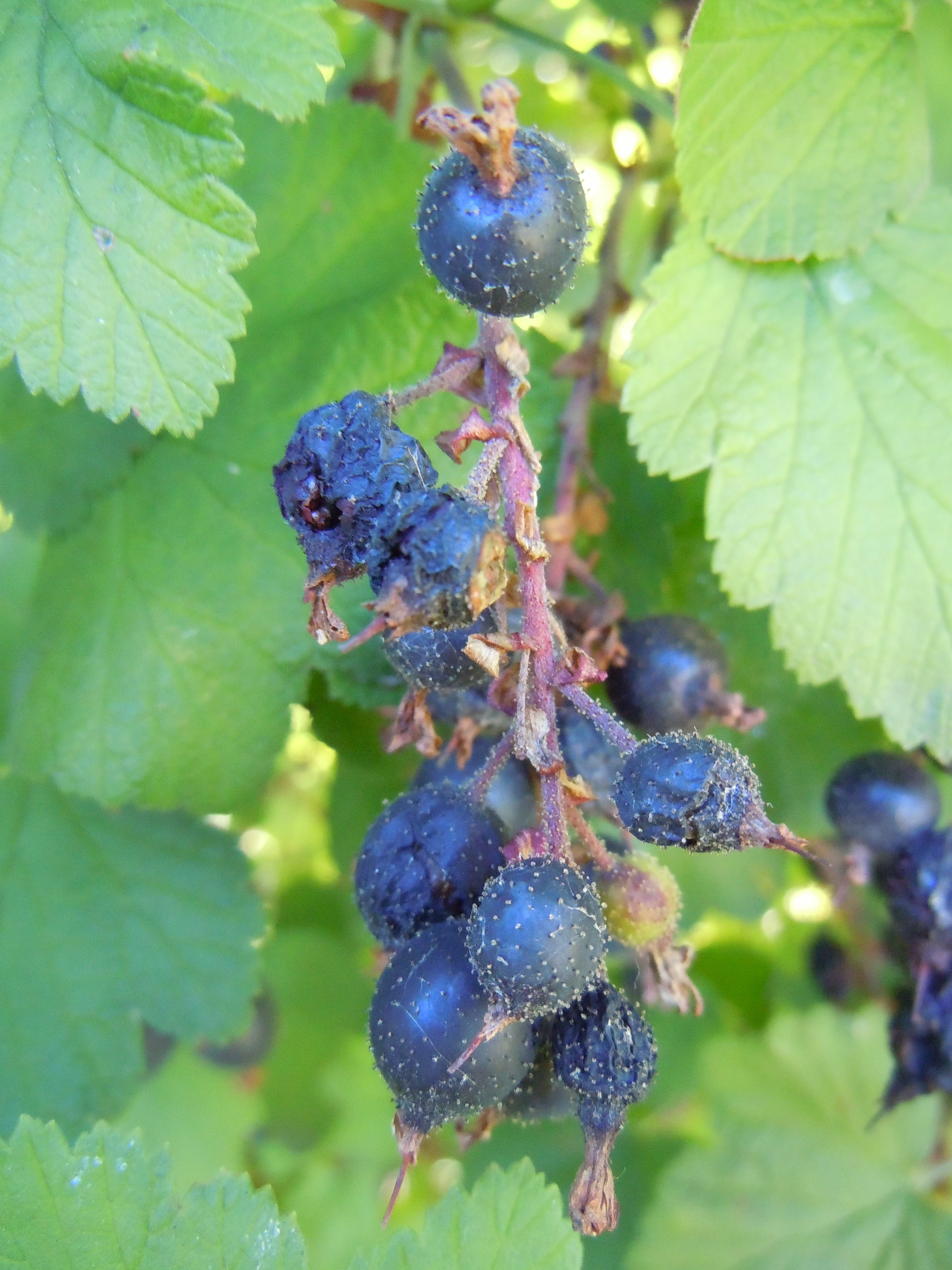